# Бойков, Иван Павлович
Иван Павлович Бойков (1902 — 1987) — начальник Богословского ИТЛ и строительства НКВД СССР, генерал-майор (1945).

## Биография
Родился в русской семье, получил высшее образование. Член РКП(б) с 1920 (партийный билет № 3148394). В войсках ОГПУ с 1922. В 1927 окончил ВПШ ОГПУ и в 1932 ВПА РККА. С 1935 инспектор, а с 1 сентября 1936 старший инспектор Политотдела ГУПВО НКВД СССР. С 1938 начальник Политического отдела 1-го Отдела (охраны) ГУГБ НКВД СССР. 10 февраля 1939 освобождён от работы и зачислен в резерв назначения Отдела кадров НКВД СССР. С 1 апреля 1939 начальник Соликамлага и строительства Соликамского ЦБК. С 3 марта 1941 начальник Кандалакшинского ИТЛ и строительства алюминиевого завода НКВД. С 27 июля 1943 начальник Богословлага и строительства алюминиевого завода НКВД. С 13 февраля 1946 Уполномоченный НКВД СССР по передаче Волчанского угольного разреза в Наркомтопстрой СССР. С 1 марта 1946 начальник ИТЛ № 100 и УС № 865 НКВД СССР (Верх-Нейвинский, Уральский электрохимический комбинат). С 6 апреля 1949 по 29 октября 1950 начальник ИТЛ и УС № 313 МВД СССР (Верх-Нейвинский, Уральский электрохимический комбинат). Одновременно с 11 апреля 1949 по 1 июня 1949 начальник ИТЛ и УС № 514 МВД СССР (Нижняя Тура). С 29 октября 1950 в распоряжении Управления кадров МВД СССР. С 21 июля 1951 Уполномоченный МВД СССР по Управлению Волго-Донским соединительным каналом. С 1951 заместитель начальника Мобилизационного отдела МВД СССР, а с 15 октября 1952 заместитель начальника Главасбеста МВД СССР. С 1954 начальник ИТЛ и УС № 352 МВД СССР (Электросталь). 2 марта 1955 освобождён от должности с оставлением в распоряжении Главспецстроя МВД СССР.

### Звания
- 22.04.1936, полковой комиссар;
- 29.09.1937, бригадный комиссар;
- 18.02.1943, инженер-полковник;
- 1943, полковник государственной безопасности;
- 14.04.1945, комиссар государственной безопасности;
- 09.07.1945, генерал-майор.

### Награды
- три ордена Ленина (16.05.1945: «за успешное выполнение заданий правительства по строительству предприятий черной металлургии»; 30.01.1951: за выслугу лет; 8.12.1951: за успешное выполнение заданий Правительства);
- два ордена Красного Знамени (в т.ч. 03.11.1944: за выслугу лет);
- орден Трудового Красного Знамени (24.11.1942: за образцовое выполнение заданий Правительства по производству боеприпасов);
- два ордена Красной Звезды (17.11.1934: за заслуги в охране государственных границ; 19.09.1952: за строительство Волго-Донского канала);
- орден «Знак Почета» (28.10.1967:«за активное участие в Великой Октябрьской социалистической революции, гражданской войне и в борьбе за установление Советской власти в 1917-1922 гг., в связи с пятидесятилетием Великого Октября»);
- медали;
- знак «Почетный работник ВЧК-ГПУ (XV)» (15.09.1937);
- знак «50 лет пребывания в КПСС».